# جيمس ستيوارت بلاكتون
جيمس ستيوارت بلاكتون (بالإنجليزية: J. Stuart Blackton)‏ (5 يناير 1875 – 13 أغسطس 1941) كان منتج أفلام أمريكي بريطاني ومخرجًا للسينما الصامتة. باعتباره أحد رواد الصور المتحركة، فقد أسس استوديوهات فيتاغراف في عام 1897. وكان من أوائل المخرجين الذين استخدموا تقنيات إيقاف الحركة والرسوم المتحركة المرسومة، ويعتبر أبًا للرسوم المتحركة الأمريكية، وكان أول من حوّل العديد من المسرحيات الكلاسيكية والكتب إلى أفلام. كان بلاكتون أيضًا عميدًا بحريًا لنادي الزوارق الآلية الأمريكية ونادي اليخوت الأطلسي.

## سيرته
وُلد جيمس ستيوارت بلاكتون في 5 يناير 1875، في شفيلد الواقعة في يوركشير في إنجلترا، وكان ابنًا لهنري بلاكتين وجيسي ستيوارت. هاجر مع عائلته إلى الولايات المتحدة في عام 1885 وغيّر اسم العائلة إلى بلاكتون.
عمل مراسلًا ورسامًا لصحيفة نيويورك ورلد، وكان يمثل بانتظام على خشبة المسرح مع الساحر ألبرت سميث. في عام 1896، قدم توماس إديسون على العلن جهاز فيتاسكوب، وهو أحد أول أجهزة الإسقاط الضوئي لعرض الأفلام، وأُرسل بلاكتون لمقابلة إديسون وتقديم رسومات حول كيفية صناعة أفلامه. وبسبب توقه إلى ذيوع صيته، أخذ إديسون بلاكتون إلى استوديو بلاك ماريا، وهي المقصورة الخاصة التي اعتاد أن يصنع أفلامه فيها، وصنع فيلمًا على الفور لبلاكتون وهو يصنع صورة فنية خاطفة لوجه إديسون. قام المخترع [إديسون] بعمل جيد في بيع الاختراعات المتعلقة بفن صناعة الأفلام لدرجة أنه تحدث مع بلاكتون وشريكه سميث في شراء نسخة من الفيلم الجديد، بالإضافة إلى نسخ من تسعة أفلام أخرى، بالإضافة إلى جهاز فيتاسكوب لإظهاره للجمهور الذي يدفع السعر الأفضل.
حقق الفيلم الجديد نجاحًا كبيرًا، على الرغم من التعديلات المختلفة التي كان يقوم بها بلاكتون وسميث في أفلام إديسون. كانت الخطوة التالية هي البدء في صنع أفلام خاصة بهم. وبهذه الطريقة نشأت شركة فيتاغراف الأمريكية.

### أفلام الرسوم المتحركة
كان «اللوحة المسحورة» أول فيلم رسوم متحركة له، وسُجل تاريخ حقوق الطبع والنشر في عام 1900 ولكن من المحتمل أنه صُنع قبل عام على الأقل. في هذا الفيلم، يرسم بلاكتون وجهًا وزجاجة نبيذ وكأسًا وقبعة رأس وسيجارًا. كان يبدو في أثناء الفيلم أنه يحرك النبيذ والكأس والقبعة والسيجار وكأنها أشياء حقيقية، ويبدو أن الوجه يتفاعل مع ذلك. تتألف «الرسوم المتحركة» هنا من مجموعة صور إيقاف الحركة، إذ تُوقف الكاميرا، ويُجرى تغيير واحد، ثم تُشغل الكاميرا مرة أخرى. استُخدمت هذه العملية أول مرة من قِبل جورج ميلييس وآخرين.

### أفلامه الدراماتيكية وأواخر حياته
آمن ستيوارت بلاكتون بأن الولايات المتحدة يجب أن تنضم إلى الحلفاء المشاركين في الحرب العالمية الأولى المندلعة في الخارج وفي عام 1915 أنتج فيلم «معركة صرخة السلام». كان الرئيس السابق ثيودور روزفلت أحد أشد مؤيدي الفيلم وأقنع الجنرال ليونارد وود بإعارة بلاكتون فوجًا كاملاً من مشاة البحرية لاستخدامه بصفة كومبارس (حشود إضافية) في أفلامه. عند إطلاقه، أثار الفيلم جدلًا ينافس الجدل الذي أثاره فيلم «ولادة أمة» لأنه كان يعتبر دعاية عسكرية.
غادر بلاكتون فيتاغراف ليعمل بشكل مستقل في عام 1917، لكنه عاد في عام 1923 بصفته شريكًا صغيرًا لألبرت سميث. في عام 1925، باع سميث الشركة لصالح شركة وارنر برذرز بأكثر من مليون دولار.
أحسن بلاكتون الصنع بحصته إلى أن جاء انهيار وول ستريت في عام 1929، ما أدى إلى تبديد مدخراته وجعله مفلسًا في عام 1931. أمضى سنواته الأخيرة على الطريق، وعرض أفلامه القديمة وألقى محاضرات عن أيام الأفلام الصامتة. تزوجت ابنته فيوليت فرجينيا بلاكتون (1910-1965) من الكاتب كورنيل وولريتش في عام 1930 ولكن زواجهما تعرقل في عام 1933.
تزوج من الممثلة إيفانجلين راسل في عام 1936.
توفي بلاكتون في 13 أغسطس 1941، بعد أيام قليلة من إصابته بكسر في الجمجمة بعد أن صدمته سيارة في أثناء عبوره الشارع مع ابنه. في وقت وفاته، كان يعمل لدى المخرج هال روتش في تجارب لتحسين خلفيات معالجة الألوان. حُرق جثمان بلاكتون ودُفن في متنزه فورست لاون التذكاري في غلينديل بكاليفورنيا.

## روابط خارجية
- جيمس ستيوارت بلاكتون على موقع IMDb (الإنجليزية)
- جيمس ستيوارت بلاكتون على موقع الموسوعة البريطانية (الإنجليزية)
- جيمس ستيوارت بلاكتون على موقع روتن توميتوز (الإنجليزية)
- جيمس ستيوارت بلاكتون على موقع أول موفي (الإنجليزية)
- جيمس ستيوارت بلاكتون على موقع قاعدة بيانات الأفلام السويدية (السويدية)
- جيمس ستيوارت بلاكتون على موقع قاعدة بيانات الفيلم (الإنجليزية)
- جيمس ستيوارت بلاكتون على موقع كينوبويسك (الروسية)